# 高田波蘇伎神社
高田波蘇伎神社（たかだはさぎじんじゃ）は、愛知県一宮市高田にある神社。旧社格は郷社。
式内社の尾張国中島郡「波蘇伎神社」と推測される。

## 概況
- 創建時期は不明。
- 室町時代、波蘇伎神社は衰退し、一時葉栗郡門間村の正八幡宮（現・伊富利部神社）に神体を移したという。
- 江戸時代初期、波蘇伎神社跡地に誉田別命を祀り、八幡社となる。
- 1872年（明治5年）に村社、1932年（昭和7年）に郷社となる。

## 祭神
- 応神天皇
- 大綜杵命
開化天皇の皇后・伊香色謎命の父で物部連の祖とされる。

## 交通機関
- 名鉄バス「高田」バス停下車、徒歩5分
  - 名古屋鉄道名古屋本線・尾西線名鉄一宮駅、東海道本線尾張一宮駅（名鉄一宮駅バスターミナル3番のりば）より「山郷西」「138タワーパーク」行き